# DSk (Inschrift)
DSk ist die Bezeichnung einer Inschrift von Dareios I. (D). Sie wurde in Susa (S) entdeckt und von der Wissenschaft mit einem Index (k) versehen. Die Inschrift liegt in altpersischer Sprache vor.

## Inhalt
„§1. Ich (bin) Dareios, der große König, König der Könige, König der Länder, des Hystaspes Sohn, ein Achaimenide.
§2. Es kündet Dareios, der König: Mein (ist) Ahuramazda; des Ahuramazda (bin) ich; ich habe Ahuramazda verehrt; Ahuramazda soll mir Beistand bringen.“

## Beschreibung
Die Inschrift DSk wurde als Abdruck eines Stempels während der französischen Ausgrabungen von 1884 bis 1886 auf einem gebrannten Ziegel in Susa gefunden. Die altpersische Sprachversion hat fünf Zeilen.
Die inhaltliche Verflechtung zwischen Gott und König im zweiten Paragraphen, „Mein (ist) Ahuramazda; des Ahuramazda (bin) ich“, wird im Altpersischen mit mehreren rhetorischen Stilmitteln verstärkt. Der Parallelismus membrorum wandelt zwei aufeinanderfolgende Zeilen in einen einzigen Gedanken- oder Bildreim. Darin enthalten ist die rhetorische Figur des Chiasmus, der Satzteile kreuzweise entgegengesetzt. Der Gedankenreim geht in ein Polyptoton über, das eine rhetorische Figur für die Wiederholung eines Wortes bzw. des Wortstammes ist.
In der altpersischen Transliteration (links) und Transkription (rechts) sehen die altpersischen Elemente folgendermaßen aus, wobei der Name der Gottheit als das zweite von zwei bekannten Logogrammen für Ahuramazda (AM2) geschrieben ist:
| m-n-a :AM2:AM2-h:adm: | māna A.uramazdā; A.uramazdāha adam; |

Das hier ausgedrückte gegenseitige Verhältnis zwischen Gottheit und gläubigem Verehrer geht auf die gemeinsame indoiranische Zeit zurück und ist ein wichtiges Konzept im alten Iran. So steht in einem Lied an Indra im Rigveda, das zum ältesten Teil der Veden gehört und auf circa 1200 v. Chr. bis 900 v. Chr. datiert wird: „Du (bist) unser, wir sind dein.“